# مات أوكلي
مات أوكلي (بالإنجليزية: Matt Oakley) مواليد 17 أغسطس 1977 في بيتربرة، هو لاعب كرة قدم إنجليزي. يلعب كلاعب وسط. مثّل منتخب إنجلترا لكرة القدم.

## مرحلة الشباب

### أندية لعب لها
- نادي ساوثهامبتون

## المسيرة الاحترافية

### أندية لعب لها
- نادي ساوثهامبتون
- ديربي كاونتي
- ليستر سيتي

## روابط خارجية
- مات أوكلي على موقع قاعدة بيانات كرة القدم.إي يو (الإنجليزية)
- مات أوكلي على موقع Soccerbase.com (لاعب) (الإنجليزية)
- مات أوكلي على موقع Soccerway.com (الإنجليزية)
- مات أوكلي على موقع عالم كرة القدم.نت (الإنجليزية)